# 黄衷
黃衷（1474年—1553年），字子和，廣東廣州府南海縣人，軍籍，明朝政治人物。

## 生平
弘治八年（1495年）乙卯科廣東鄉試第十三名舉人。弘治九年（1496年）中式丙辰科會試第九十七名，二甲第九十名進士。授南京户部主事。歷官补南京兵部员外郎，升礼部郎中，改调吏部。正德六年（1511年）任湖州知府，不久，升迁福建都转运使。福建巡抚胡世寧薦以总管粮政之重任，正德十一年（1516年）十月遂授廣西右参政，以督粮為務。十六年五月升雲南右布政使，嘉靖二年（1523年）二月轉左布政使，三年八月擢右副都御史，巡抚云南，十二月改巡抚湖廣地方兼贊理军务。嘉靖五年（1526年），剿定湖北湘乡大盗彭思昶等有功，當時仁寿宫和显陵進行营建，调升工部右侍郎兼佥都御史，負責督运木材，七年十月事完回籍，以足傷三疏乞致仕，十二月改兵部右侍郎，八年六月被革职闲住。嘉靖年間，擔任廣州矩州書院山長。終身以教育為職。嘉靖三十二年（1553年）卒。

## 著作
著有《矩洲文集》10卷、《诗集》10卷、奏议10卷、《海语》3卷等。

## 家族
曾祖黃緣保；祖父黃銘福；父黃璉，母蕭氏。具庆下。